# Arkadi Michailowitsch Sergejew

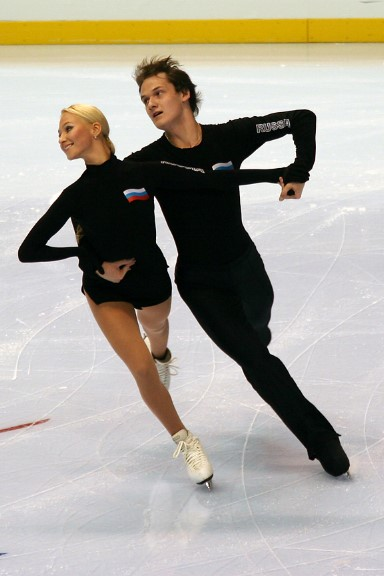
Michailowa/Sergejew bei Skate America 2006

Arkadi Michailowitsch Sergejew (russisch Аркадий Михайлович Сергеев, * 6. Februar 1986 in Omsk, Sowjetunion) ist ein russischer Eistänzer.
Im Jahr 1990 begann er mit dem Eislaufen. Seine langjährige Partnerin ist Natalja Michailowa. Zunächst trainierten sie bei Xenia Rumianzewa und Peter Durnew, später bei dem früheren Eistanzweltmeister Alexander Schulin. Michailowa/Sergejew starten für Worobiowje Gori. Ihr größter Erfolg war der Gewinn der Silbermedaille bei den Juniorenweltmeisterschaften 2006 hinter den Amerikanern Tessa Virtue und Scott Moir.
Nach der Saison 2006/07 verließ Michailowa ihren Partner, aufgrund einer ungewissen Zukunft durch häufige Verletzungen Sergejews, um zukünftig mit Andrei Maximischin zu starten. Infolgedessen nahm Sergejew an der russischen Variante von Dancing on Ice teil. Wegen Erfolglosigkeit und der Genesung Sergejews kehrte Michailowa jedoch zu ihrem ehemaligen Partner zurück, um zukünftig wieder gemeinsam zu starten.

## Erfolge

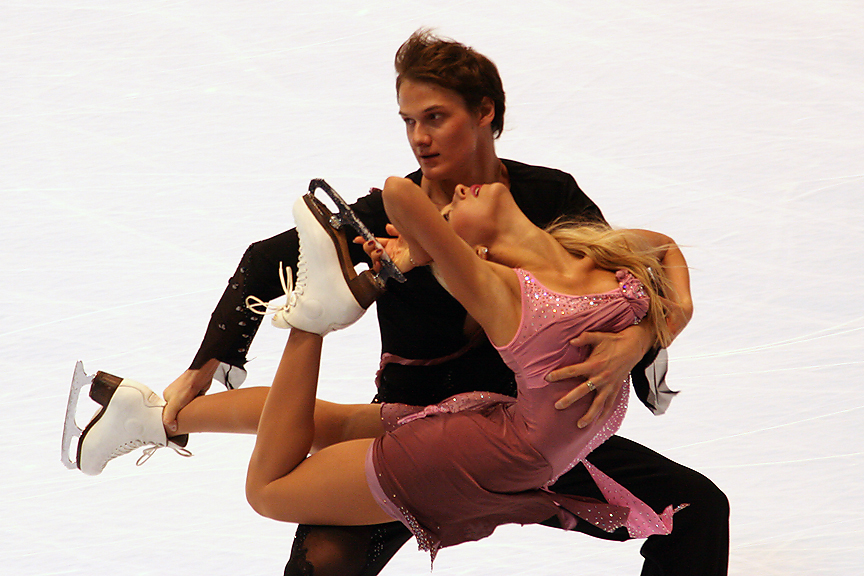
Ebenfalls Skate America 2006

### Juniorenweltmeisterschaften
- 2003 – 6. Rang
- 2004 – 4. Rang
- 2005 – 5. Rang
- 2006 – 2. Rang

### Russische Meisterschaften
- 2003 – 3. Rang (Junioren)
- 2004 – 1. Rang (Junioren)
- 2009 – 6. Rang